# Hiệu kỳ quận Palekhsky
Hiệu kỳ quận Palekhsky (tiếng Nga: Флаг Палехского района) là biểu tượng đặc trưng cho quận Palekhsky trực thuộc tỉnh Ivanovo (Liên bang Nga). Mẫu cờ này được phê chuẩn vào ngày 24 tháng 6 năm 2004 và nộp cho Cục Đăng ký Huy chương Quốc gia Liên bang Nga với mã số 1507.

## Đặc điểm
Lá cờ biểu trưng cho quận Palekhsky được thiết kế dựa trên huy hiệu của quận này, nó phản ánh bản sắc truyền thống cũng như lịch sử địa phương.
| “                                                               | Hiệu kỳ quận Palekhsky là một miếng vải hình chữ nhật có chiều rộng với chiều dài là 2:3, chia thành hai phần không bằng nhau - phần nổi màu đen và phần chìm màu vàng sáng với rìa tự do - đường kẻ vòng cung kéo dài từ góc dưới của trục phía trên miếng vải (ở khoảng cách từ cột cờ, bằng 2/3 chiều dài miếng vải); chim lửa mình vàng và viền cam, một phần chim lửa nằm trên nền đen, đuôi nó bao gồm nền vàng của miếng vải và rạng rỡ dần từ cánh. | ” |
| — Hội đồng quận Palekhsky (trích mô tả trong Nghị quyết số 101) | |   |

- Nền đen tượng trưng cho ban đêm, sự khôn ngoan, khiêm tốn và trung thực.
- Nền vàng tượng trưng cho ban ngày, sự phồn thịnh, hùng vĩ, vĩnh cửu, bền vững, hùng cường, rộng lượng, thông thái và ánh sáng mặt trời.
- Chim lửa tượng trưng cho sắc đẹp, thần thoại, phản ánh một cách tinh tế những hình ảnh tuyệt vời và thơ mộng nhưng vẫn ngắn gọn và thanh cao.

| Thứ tự  | Đen          | Vàng        | Cam         |
| ------- | ------------ | ----------- | ----------- |
| Pantone | Black        | Yellow 116  | 7408 U      |
| CMYK    | 0.0.0.100    | 0.0.100.0   | 0.50.75.0   |
| RGB     | (0,0,0)      | (255,255,0) | (255,165,0) |
| HTML    | #000000      | #FFFF00     | #FFA500     |
| NCS     | 7.5PB 0.2/20 | S 0570 G70Y | 7.5YR 7/14  |